# Abeytu
Abeytu est un prénom féminin.

## Sens et origine du prénom
- Prénom féminin d'origine nord-amérindienne[1].
- Prénom qui signifie "feuille verte" chez les Omahas, un peuple sioux. Le mot vient de l'omaha-ponca ’ábe [ˈʔabe], feuille, et ttu [tːu], vert.

## Prénom de personnes célèbres et fréquence
- Très peu usité aux États-Unis[2].
- Prénom qui semble-t-il, n'a jamais été donné en France[3].